# Bianca Trump
Bianca Trump (nacida como Wendy Christine Iwanow el 7 de noviembre de 1972 en Brooklyn, Nueva York) es una actriz pornográfica estadounidense.

## Biografía
Trump es la más joven de siete hijos y la única mujer, nació en Bay Ridge en Brooklyn, Nueva York. Como muchas actrices en la industria pornográfica, empezó trabajando como bailarina a los 18 años, antes de hacer películas.
Ha intervenido en unas 120 películas para adultos durante su carrera activa, entre 1991 y 1999. Es conocida por sus intensas escenas de sexo oral, incluyendo spanking, hair pulling, y otras técnicas de sexo duro. Sus escenas lésbicas le dieron también fama, actuando como ama y dominando a otras chicas, infligiéndoles (o infligiendo aparentemente) dolor.
Tras finalizar su carrera pornográfica, y hasta 2002, trabajó como una dama de compañía o escort, cobrando supuestamente honorarios superiores a los $1200 dólares por hora.
Se declaró insolvente en noviembre de 2001 y llegó a ser una artista del tatuaje, relacionándose con grupos racistas blancos, aunque ella había tomado parte en innumerables escenas de sexo interracial ante la cámara, tanto con hombres como con mujeres.
A finales del 2001, sus injertos de seno de silicona reventaron, causándole fibromialgia y le fueron retirados. Se casó, aparentemente, a principios de mayo de 2005 con un tal Jason Child, en el Condado de Spokane.

## Historia criminal
En junio de 1995, Trump y otros dos expresidiarios fueron detenidos en Fort Lauderdale, Florida, después de robar a dos hombres. Ella confesó haber perpetrado varios crímenes, siendo sus víctimas sus propios clientes que habían requerido sus servicios como escort.
Este arresto después de que ella transmitiera la información a su "jefe", que fue un hombre que antes había solicitado sus servicios. Este hombre "pagó sus US$200 de un alijo secreto de dinero en efectivo que había entre un montón de periódicos que guardaba en su armario". Según se dice, le contó a su jefe lo fácil que era cualquier intento de robo, "el patrón" posteriormente envió a los dos antiguos presidiarios al lugar. Ellos se marcharon llevándose solo 60 $; enfureciéndose, los dos hombres fueron amenazados y posteriormente detenidos.
Aquí no terminaron sus problemas con la justicia. De hecho, ella a menudo causaba conflictos en su vecindario de Palm Beach, Florida con algunos vecinos afroamericanos. Ella actuó de modo racista, al final sufrió una paliza de que le propinaron 15 de sus vecinos en 2001. La policía no presentó cargos contra nadie en ese asalto. Como respuesta, ella demandó a la policía de Palm Beach por no protegerla; después de varias apelaciones el pleito fue denegado por el tribunal de Palm Beach.
El 14 de agosto de 2002, un equipo SWAT llegó a su residencia de Palm Beach después de que se informara que se oyeron disparos procedentes de su casa, Trump intentó restarle importancia al asunto, adujo negligencia diciendo que se había descuidado manteniendo a raya al equipo con un escopeta del calibre 12, desde la temprana mañana del 15 de agosto. Fue puesta en custodia e internada en un hospital psiquiátrico.
Sobre el 7 de noviembre de 2003, Trump fue detenida en un aeropuerto de Spokane, Washington con una autorización excepcional por la falsificación de cheques. Ella viajaba con Richard Butler cabecilla de las naciones arias, que se escandalizó en el proceso al comprobar su pasado pornográfico, algo que era desconocido para él y para su grupo.
Lo más lejos que llegó en sus conflictos con la ley ocurrieron: el 2 de febrero de 2005 cuando la policía en Spokane la detuvo después de registrar su casa y encontrar recibo del trabajo que resultaron ser fraude financiero, así como numerosos tipos de identificación y tarjetas robadas de la Seguridad Social de los Estados Unidos. También se le encontró un rifle y dos pistolas; prohibidos por su reciente pasado criminal. Los cargos fueron posesión ilegal de armas de fuego y falsificación, además de otros cargos.
El 30 de junio de 2005 fue detenida otra vez en Spokane, esta vez por posesión de metanfetaminas, cuando el coche en el que estaba fue detenido por la policía. En aquel tiempo, Trump fue identificada como alguien que había estado llevando un arma de fuego durante un encuentro anterior con la policía. Intentó demostrar que ella no tenía ningún arma y vació su monedero sobre el capó del coche, donde aparecieron tres bultos del tamaño de una bola de golf.
El 29 de noviembre de 2006 le ordenaron el pago de USD602 como fianza, y su reclusión durante 43 meses en la prisión, después de declararse culpable de asalto en segundo grado, secuestro en segundo grado y la falsificación de tres cuentas.

## Filmografía
| - The Best of Hermaphrodites (??) - Monsterfacials.com: The Movie 3 (2004) - Buddha's Vegas Adventure (2002) - Nasty Girls 19 (1999) - Blowjob Fantasies (1998) - Busty Babes in Heat 7 (1997) - Cum-Suckin' Cuties (1997) - American Dream Girls 25 (1995) - Anal Al's Adventures (1995) - Babewatch 4 (1995) - Dr. Rear (1995) - Hot Crotch Coochies (1995) - Anal Asians (1994) - Anal Blues (1994) - Babewatch (1994) - Babewatch 2 (1994) - Big Knockers 2 (1994) - Big Knockers 3 (1994) - Big Knockers 4 (1994) - Brassiere to Eternity (1994) - The Breast Files (1994) - Bustin' Out My Best! (1994) - Foreskin Gump (1994) - Good Pussy (1994) - Greek Week (1994) - Hot Blooded (1994) - Hot Tight Asses 8 (1994) - Leena Is Nasty (1994) - Private Request (1994) - Pulse (1994) - Put 'em on da Glass (1994) | - Squirts 1 (1994) - Tit for Tat (1994) - Women of Color 2 (1994) - Yankee Rose (1994) - Amazing Penetrations (1993) - Anal Encounters 4 (1993) - Anal Virgins (1993) - Babes on Fire (1993) - Delicious (1993) - Girls Just Wanna Have Toys (1993) - Guttman's Hollywood Adventure (1993) - Ho' Style Takeover (1993) - The Last Action Whore (1993) - Maid Service (1993) - Nasty Girls 3 (1993) (como Bionca Trump) - Peekers (1993) - The Savannah Affair (1993) - Stick It in the Rear 2 (1993) - The Adventures of Seymore Butts (1992) - Backstage Pass (1992) - Breast Worx 22 (1992) - Breast Worx 33 (1992) - Dyno-mite (1992) - Endangered (1992) - Girls Gone Bad 6: On Parole (1992) - Illusions 2 (1992) - In Loving Color (1992) - In Loving Color 2 (1992) - Masked Ball (1992) - Nightmare on Dyke Street (1992) | - One in a Million (1992) - Oral Madness 2 (1992) - Penthouse Satin & Lace (1992) - Racquel Released (1992) - Rainbows (1992) - Ready, Willing and Anal (1992) - Rent-a-Butt (1992) - Sex Symphony (1992) - Seymore Butts: In the Love Shack (1992) - Someone Else (1992)... Yvonne - Too Cute for Words (1992) - Beauty and the Beach 1 (1991) - Bigger (1991) - Collectible (1991) - Determinator 2 (1991) - Edward Penishands 3 (1991) - Innocence Found (1991) - It's a Wonderful Sexlife (1991) - Jail Babes 2: Bustin' Out (1991) - Lather (1991) - One Night Love Affair (1991) - Raunch IV (1991) - Seoul Train (1991) - Two of a Kind (1991) - Valleys of the Moon (1991) - Women of Color (1991) - Legends of Porn IV (1999) - Nasty Nymphos 22 (1998) - Bianca Trump's Towers (1992) |